# Desperados: Wanted Dead or Alive
A Desperados: Wanted Dead or Alive egy valós idejű taktikai számítógépes játék, melyet a Spellbound készített, és az Infogrames adott ki 2001-ben.
A játék vadnyugati környezetben játszódik, melyben hat karaktert irányíthatunk. A történet főhőse az ismert késdobáló és pisztolypárbajhős John Cooper, aki egy rejtélyes vonatrabló, El Diablo fejére kitűzött vérdíj megszerzése érdekében egy csapatot verbuvál. Segítségükkel egy valós időben játszódó, lopakodós elemekkel teletűzdelt játékmenet során kell teljesíteni a pályákat (hasonlóan a Commandos: Behind Enemy Lines című játékhoz), de nyílt párbajokra is lehetőség adódik.
A játék folytatása, a "Desperados 2: Cooper's Revenge" 2006-ban jelent meg. Egy második folytatás (mely eredetileg a Desperados 2 kiegészítője lett volna), a Helldorado 2007-ben került kiadásra. Más fejlesztőkkel ugyan, de 2020-ban kiadásra került a Desperados III is. A játék digitális áruházakban kapható újabb kiadásai maximálisan kompatibilisek lettek az újabb számítógépekkel, így nagyobb lett a felbontás és a korábban zavaró, játszhatatlanságig történő lassulás is eltűnt. Ehhez a kiadáshoz hozzácsomagolták a demóban látható, a végleges játékból kimaradt pályát is.

## Történet
A játék 1881-ben játszódik, El Paso-ban. Az utóbbi időben számos vonatot kirabolt egy titokzatos és gonosz bandita, El Diablo. A Twinnings & Co. nevű vasúttársaság ezért tizenötezer dollár jutalmat ígért annak, aki megállítja őt. A fejvadász John Cooper elhatározza, hogy megszerzi a jutalmat, a rossz modorú és heves Jackson marsall figyelmeztetései ellenére. 
Hamar rá kell azonban jönnie, hogy a küldetés nem lesz olyan egyszerű, mint gondolta. John ezért úgy dönt, hogy régi társaiból verbuvál egy csapatot. Csatlakozik hozzá az afroamerikai Sam Williams, a robbanószerek nagy mestere; McCoy doktor, aki az orvosláson kívül a mesterlövészethez is ért, továbbá a hamiskártyás és női bájait bármikor bevetni kész Kate 'O Hara. Ők négyen sikeresen elfognak egy mexikói banditát, Pablo Sanchezt, akit át is akarnak adni a hatóságoknak, de még mielőtt ez megtörténhetne, El Diablo emberei rajtuk ütnek. Sanchez elmondása és saját megérzései alapján Cooper kikövetkezteti, hogy a vasúttársaságnál informátora van El Diablónak, aki nem más, mint Smith, a cég társelnöke, aki felvette őt. Még mielőtt válaszokat kaphatna tőle, egy rejtélyes alak megöli őt, Jackson marsall pedig rögtön őt gyanúsítja meg az elkövetéssel. Mivel most már a törvény emberei is rájuk vadásznak, szükség van némi segítségre, ezért kiszabadítják Sanchezt a börtönből, később pedig Mia, egy kínai lány is csatlakozik hozzájuk, miután apját megölik Jackson emberei.
Hamar kiderül, hogy El Diablo nem más, mint maga Jackson marsall, aki elfogja a csapatot és bebörtönzi őket titkos barlangjában. Mia majmának segítségével megszöknek, majd Cooper szemtől szembeni párbajban legyőzi El Diablót.

## Szereplők

### John Cooper
John a csapat vezetője. A játék legelején ő az egyedüli csapattag. A gyakorlóküldetése, vagyis az első pálya a Louisiana-i, Opelousas-ban játszódik. John a csapat legfontosabb tagja, így minden küldetésben részt vesz (kivéve az öt gyakorlóküldetést). Ezenkívül ő a leggyorsabb lövő (három embert tud lelőni egyetlen másodperc alatt a Colt Peacemaker-ével). Cooper egyike annak a két szereplőnek, aki az eszméletlen, vagy halott embereket mozgatni tudja, de ő az egyedüli, aki falon és sziklán is tud mászni.

### Samuel Williams
Sam egy afroamerikai, akit Cooper egy Louisiana-i gyapotültetvényről szöktet meg. A gyakorlóküldetése Louisiana indián lakta területén játszódik. Sam a robbanóanyagok megszállottja. A felszerelése tartalmaz dinamitot, egy zsákot, melyben csörgőkígyó tanyázik, valamint kötelet, amivel az eszméletlen embereket tudja megkötözni. Ezenkívül bizonyos küldetésekben a TNT-s hordókat is tudja "használni". Winchester típusú puskája van, így a szereplők közül az ő fegyverének legnagyobb a lőtávja, valamint neki van legtöbb lőszere is. Sam egyike annak a két szereplőnek, aki használni tudja a Gatling-géppuskát, de csak akkor, ha az le van telepítve.

### Doc McCoy
Doc egy orvos, akit John és Sam a meglincseléstől mentett meg (a louisianai Jennings-ben), ugyanis sarlatánkodott. A gyakorlóküldetése a házánál játszódik, egy mocsár mellett. Doc-nak egy erős Colt Buntline Special-ja van, melyhez különlegesen pontos lőszerei is vannak, így a fegyvere egy valóságos mesterlövészpuska. Mivel Doc a tudományok embere, számos kábító-gázos üvegcséje van, melyeket el tud dobni, vagy léggömbbel szállítani. Ezenkívül képes feléleszteni az eszméletlen embereket, valamint meggyógyítani sérült társait. Viharkabátját pedig madárijesztőként használhatja.

### Kate O'Hara
Kate egy szerencsejátékos, akit a kis csapat Baton Rouge-ban ment meg, miután megvádolják csalással. Kate gyakorlóküldetése is Opelousas-ban játszódik, csakúgy mint Cooper-é. Kate felszerelése pókerkártyákból, egy tükörből és egy erős, csöndes, de kis lőtávolságú Derringerből áll. Kate vonzza a férfiakat, mikor a harisnyakötőjét babrálja, majd lerúgja őket, ha kell. Kate rúgása erősebb és gyorsabb, mint Cooper ütése.

### Pablo Sánchez
Sánchez egy mexikói banditavezér, akit a csapat négy tagja elfog Új-Mexikóban, mert azt hiszik ő a felelős a vonatrablásokért. Mikor rájönnek, hogy Sánchez ártatlan, elhatározzák, hogy kiszabadítják őt a Fortezza erődből, ahova miattuk került. Pablo gyakorlóküldetése az erődjében játszódik, amit távolléte alatt El Diablo felforgat és kirabol. Sánchez felszerelései közt megtalálható a tequila, ami vonzza az ellenséges őröket, majd megrészegíti őket. Ezenkívül akár sziesztázni is tud, ami miatt az ellenség csak furcsán közelíti meg. Sánchez birtokában van egy levágott csövű vadászpuska, aminek egyetlen lövésével egyszerre akár több ellenséget is megölhet, vagy megsérthet. Sam-hez hasonlóan Sánchez is tudja kezelni a Gatling-géppuskát, de ő akár vinni is tudja azt. Mikor Sánchez betér egy épületbe, ahol három, vagy annál kevesebb ellenség tartózkodik, kidobálja őket az ajtón, így azok elvesztik eszméletüket. Sánchez nagyon erős, így akár két embert is tud cipelni egyszerre, vagy odébb tud tolni nehéz tárgyakat.

### Mia Yung
Mia egy kínai lány, aki azután csatlakozik a csapathoz, miután a marsall megölte apját. A gyakorlóküldetése egy új-mexikói bányában játszódik. Mia felszerelése egy sípból, petárdákból, mogyoróból és a majmából, Mr. Leone-ból áll. A lánynak ezenkívül van egy fúvócsöve, mely rövid hatótávú, egyszerre csak egy tűt tud belőle kilőni, ami csekély sérülést okoz, de a tűn lévő méreg hatására az áldozat ámokfutásba kezd, amely során mindenkire lőni kezd, legyen az barát, ellenség vagy akár civil. Ha az áldozatot nem lövik le társai az ámokfutása során, akkor végül eszméletlenül esik össze. Mia a csapat legfiatalabb tagja, mindössze 18 éves. Apró mérete miatt könnyen bújik hordókba.
Mr. Leone a majom, apró célzás Sergio Leone-ra, a spagettiwesternek rendezőjére.

## Játékmenet
A pályákon látható karakterek látómezejét minden esetben megvizsgálhatjuk. Egy háromszög alakú látómezőt láthatunk (azaz hogy mire van éppen rálátása az adott karakternek, fókuszál-e stb.), amelynek a színe jelzi az illető állapotát is. Ha zöld, akkor nyugodt, ha sárga, akkor valami gyanús neki, és ilyen állapotban keresgélni kezd, ha pedig vörös, akkor észrevette az egyik karakterünket. Rózsaszínben mutatja a játék, ha az ellenség Kate csáberejének hatása alá került, és feketével, ha Mia mérgetett nyilainak köszönhetően berzerkerré vált.
Bizonyos akciókat előre beállíthatunk, azaz egy komplett feladatsort csinálhat meg egy gombnyomásra a hősünk. Például Cooper esetében is eldönthetjük, hogy három gyors lövését ugyanarra az illetőre adja le, vagy három különbözőre egyet-egyet.